# Bateria de São Francisco do Sul
A Bateria de São Francisco do Sul localizava-se na ponta José Dias, na margem direita da barra de acesso a São Francisco do Sul, no litoral Norte do estado de Santa Catarina, no Brasil.

## História
SOUZA (1885), refere ter existido no local, anteriormente a 1826, uma bateria de pau-a-pique (faxina e terra), artilhada com quatro peças. À época (1885), nada mais restava da mesma (op. cit., p. 126). GARRIDO (1940) segue-lhe a informação, mas computa-lhe apenas duas peças (op. cit., 138).
Foi sucedida, a partir de 1909, pelo Forte Marechal Luz.